# One Hour Married
One Hour Married (também conhecido The Fighting Airdales) é um filme mudo norte-americano de 1927, do gênero comédia, estrelado por Mabel Normand e dirigido por Jerome Strong e Hal Yates.

## Elenco
- Mabel Normand
- Creighton Hale
- James Finlayson
- Noah Young
- Syd Crossley
- Clarence Geldar